# Gallie Eng
Gallie Lydia Grace Olga Eng, född 22 mars 1936, är en svensk förlagsredaktör och översättare.
Dotter till författaren/advokaten Uno Eng och journalisten Gallie Åkerhielm. Gift/sambo: Edoardo Jacucci (1961–1982), Leif Berglund (1974–1980) Janne Lundström (1994-2019). Skrev sig tidigare Gallie Eng-Jacucci eller Gallie Jacucci. Politiskt aktiv (s) 1975–1985, främst inom barn- och ungdomsfrågor.

## Böcker
- Lilla laga-gott-boken (bilder av Rita Rapp-Lennmor, Rabén & Sjögren, 1971)
- Klurigt och lurigt: gåtor, frågesporter, roliga historier och annat kring djur (ill. Mimmi Tollerup-Grkovic, Natur & Kultur, 1993)
- Ruskigt och lustigt: gåtor, frågelekar, skräck, skrock och mycket annat (ill. Mimmi Tollerup-Grkovic, Natur & Kultur, 1994)
- Knepigt och knasigt: gåtor, frågelekar, deckarmysterier och mycket annat (ill. Mimmi Tollerup-Grkovic, Natur & Kultur, 1996)
- Skojigt och plojigt: gåtor, frågelekar, deckarmysterier, berättelser och lekar kring flygfän, farkoster och annat (ill. Mimmi Tollerup-Grkovic, Natur & Kultur, 1996)
- Himla klurigt: gåtor, frågelekar, mysterier, berättelser och lekar kring himmel och rymd (ill. Mimmi Tollerup-Grkovic, Natur & Kultur, 2000)
- Julkul: gåtor, frågelekar, mysterier, berättelser och lekar i juletid (ill. Mimmi Tollerup-Grkovic, Natur & Kultur, 2002)
- Sommarlovsskoj (bilder: Helena Willis, Natur & Kultur, 2007)
- Grymt läskigt (bilder: Annica Jacucci Wirensjö, B. Wahlström, 2009)
- Grymt hemligt (bilder: Annica Jacucci Wirensjö, B. Wahlström, 2010)
- Klur i jul: coola gåtor, luriga berättelser, knep & knåp, pyssel och lekar (bilder: Annica Jacucci Wirensjö, Känguru, 2012)

Översättningar (urval av ca 100)
- Enid Blyton: Fyrklövern och klippöns hemlighet (The Adventurous Four) (B. Wahlström, 1958)
- H. A. Rey och Margret Rey: Nicke Nyfiken på sjukhus (Curious George Goes to the Hospital) (Rabén & Sjögren, 1969)
- Jean de Brunhoff: Babar och den gamla damen (Babar et la vieille dame) (Rabén & Sjögren, 1970)
- Richard Scarry: Pajmysteriet (Rabén & Sjögren, 1970)
- Martin Waddell: Sov så gott, Lilla björn (Sleep Tight, Little Bear) (Norstedt, 2005)